# علی‌اکبر طباطبایی
علی‌اکبر طباطبایی (زاده ۲۱ شهریور ۱۳۰۹ – درگذشته ۳۱ تیر ۱۳۵۹) وابسته مطبوعاتی و سخنگوی سفارت ایران در آمریکا در دوران حکومت پهلوی بود که در ۳۱ تیرماه ۱۳۵۹ توسط عوامل جمهوری اسلامی در مریلند کشته شد.

## فعالیت‌ها
علی‌اکبر طباطبایی که قبل از انقلاب به عنوان وابسته مطبوعاتی سفارت ایران در واشینگتن فعالیت می‌کرد پس از انقلاب به عنوان منتقد روح‌الله خمینی در رسانه‌های آمریکایی ظاهر می‌شد. وی همچنین در این زمان بنیاد آزادی ایران را که مخالف جمهوری اسلامی و در تلاش برای برقراری دموکراسی و سکولاریسم در ایران بود تأسیس کرد.
طباطبایی سرانجام توسط یک آمریکایی آفریقایی‌تبار به نام داود صلاح‌الدین یا حسن عبدالرحمان با نام اصلی دیوید تئودور بلفیلد که مسلمان شده بود و نام خود را به داود صلاح‌الدین تغییر داده بود در جلوی منزلش در مریلند کشته شد. طباطبایی در روزی که کشته شد یک ساعت بعد مصاحبه‌ای رادیویی داشت و ۵ روز پس از آن قرار بود تظاهراتی علیه خمینی برگزار کند.

## استخدام قاتل و چگونگی ترور
داود صلاح الدین که قبل از انقلاب از طریق آشنایی با دانشجویان طرفدار خمینی در آمریکا به اسلام گرویده بود پس از انقلاب و بسته شدن سفارت ایران در واشینگتن به عنوان محافظ در دفتر حافظ منافع جمهوری اسلامی در سفارت الجزایر استخدام شد. در آنجا به وی پیشنهاد شد برای ایران آدم بکشد و یک لیست ۵ نفره از افراد مورد نظر ایران که در صدر آن علی اکبر طباطبایی قرار داشت به همراه ۵۰۰۰ دلار دستمزد به وی داده شد.
در ۳۱ تیرماه ۱۳۵۹ داود صلاح الدین به شکل یک پستچی درآمد و با ماشین اداره پست به سمت خانه طباطبایی رفت. وقتی به در خانه رسید دستیار طباطبایی در را باز کرد و صلاح الدین به او گفت برای تحویل دادن دو بسته نیاز به امضای صاحب خانه دارد. سرانجام طباطبایی به دم درآمد و صلاح الدین ۳ بار به وی شلیک کرد و از محل گریخت. علی اکبر طباطبایی ۴۵ دقیقه بعد در بیمارستان درگذشت.

## سرنوشت قاتل
داود صلاح الدین پس از قتل از طریق سوئیس به ایران گریخت و تحت حمایت جمهوری اسلامی قرار گرفت. وی اکنون در یک آپارتمان در حومه تهران با همسر ایرانی خود زندگی می‌کند. داود صلاح‌الدین در سال ۱۳۸۰ در فیلم سفر قندهار به کارگردانی محسن مخملباف در نقش پزشکی انسان دوست بازی کرد.
در سال ۲۰۰۶ یک کارگردان فرانسوی مستندی از داود صلاح الدین با عنوان «آمریکایی فراری» ساخت. صلاح الدین در این مستند بیان می‌کند که علی اکبر طباطبایی را با حکم روح‌الله خمینی کشته‌است.

## ساختن فیلم از روی اقدام ترور علی اکبر طباطبایی
پرویز صیاد کارگردان فیلم‌های سینمایی قبل از انقلاب اسلامی از روی اقدام ترور علی اکبر طباطبایی یک فیلم سینمایی در سال ۱۹۸۳ به نام فرستاده ساخت. که این فیلم هزینه فیلم‌های سینمایی دیگر همچون سرحد را به دست آورد.